# 巴特克语
巴特克语是马来西亚一种亚斯里语支语言，由巴特克人使用。Dèq、Nong两种方言可能是独立的语言。使用人数仅有约有1000人，且还在减少。